# افروکپی
افروکپی، که یک کپی دورهٔ جدید میوسن می‌باشد ، با پیدا شدن سنگوارهٔ آن در حفاری یک سایت باستان‌شناسی کوچک در نزدیکی دریاچه تورکانا در شمال کنیا شناسایی شد و توسط ریچارد لیکی و میو لیکی نامگذاری گردید.